# Erika Pfannkuch
Erika Pfannkuch (* 26. September 1938; † 13. Oktober 2018 in Gießen) war von 1985 bis 1993 erste Vorsitzende der Deutschen Gesellschaft für Hauswirtschaft.

## Leben und Wirken
Pfannkuch studierte von 1962 bis 1966 Haushalts- und Ernährungswissenschaften an der Justus-Liebig-Universität Gießen. Nach dem Diplomabschluss folgten im Zeitraum 1966 bis 1970 die 1. und 2. Staatsprüfung für das Lehramt an beruflichen Schulen in Gießen und Frankfurt am Main. Anschließend wurde sie bei Helga Schmucker zum Doktor der Haushalts und Ernährungswissenschaften promoviert. Danach war sie wissenschaftliche Assistentin bei Rosemarie von Schweitzer am Institut für Wirtschaftslehre des Haushalts und Verbrauchsforschung der Universität Gießen. Zwischen 1972 und 1979 war sie dort auch als Dozentin tätig. In dieser Zeit entstanden Veröffentlichungen, in denen sie sich mit Modelkalkulationen für die Technisierung Landwirtschaftlicher Haushalte unter zeit-, arbeits- und geldwirtschaftlichen Aspekten auseinandersetzte.
Im Jahr 1978 übernahm sie hauptamtlich den Vorsitz des Wissenschaftlichen Prüfungsamtes für das Lehramt an beruflichen Schulen. Von 1980 bis 2003 leitete sie zudem als Direktorin das wissenschaftliche Prüfungsamt für die Lehrämter an der Universität Gießen.
Des Weiteren war sie im Zeitraum 1985 bis 1993 als erste Vorsitzende der Deutschen Gesellschaft für Hauswirtschaft tätig. In dieser Funktion repräsentierte sie unter anderem die Fachgesellschaft 1992 anlässlich des Weltkongresses des Internationalen Verbandes für Hauswirtschaft in Hannover. Ebenfalls nahm sie an mehreren Europäischen Konferenzen und Ratsversammlungen des IVHW teil.
Erika Pfannkuch verstarb nach langer Krankheit am 13. Oktober 2018 in Gießen.

## Veröffentlichungen
- Alternative Lebensformen Köln, 1984
- Modellkalkulation für die Technisierung landwirtschaftlicher Haushalte Hiltrup, 1971
- Modellkalkulationen für die Technisierung landwirtschaftlicher Haushalte Gießen, 1970